# Andrés Passicot Callier
Andrés Gabriel Passicot Callier (1937-28 de junio de 2020) fue un ingeniero comercial y político chileno, que se desempeñó como ministro de Economía, Fomento y Reconstrucción de su país, durante la dictadura militar del general Augusto Pinochet entre 1983 y 1984.

## Carrera profesional
Durante el gobierno del presidente Jorge Alessandri en 1960, se incorporó al sector público, a través de la Corporación de Fomento de la Producción (Corfo), momento en que el país pasaba por un período de reconstrucción debido al terremoto y maremoto de Valdivia de ese año.
A continuación, se desempeñó en la Oficina de Planificación Nacional (Odeplan), hasta el ascenso de Salvador Allende a la presidencia de la República en 1970. Tras lo anterior, pasó a ejercer la docencia de política económica y paralelamente, fundó en 1974 la firma Géminis, una consultora con la que asesoró a diversos bancos e instituciones financieras.
Regresó al ámbito público bajo la dictadura militar de Augusto Pinochet, siendo nombrado en 1982, como director nacional del Instituto Nacional de Estadísticas (INE), cargo que ocupó hasta el 10 de agosto de 1983, pasando a asumir como ministro de Economía, Fomento y Reconstrucción. Ejerció el puesto hasta el 2 de abril de 1984, y al año siguiente fue designado como titular de la vicepresidencia de Banco del Estado, cumpliendo esa labor hasta 1988. Tras el final del régimen en 1990, se dedicó a ejercer su profesión en el sector privado. Casado, tuvo cinco hijos.
Falleció el 28 de junio de 2020, a los 82 años. Sus restos fueron velados al día siguiente en la Parroquia Nuestra Señora del Rosario de Las Condes y luego cremados en el Cementerio General de Santiago, ubicado en la comuna de Recoleta.